# Setanta Sports Cup
La Setanta Sports Cup, ou plus couramment Setanta Cup, est un tournoi de football opposant des clubs de la république d'Irlande et d'Irlande du Nord. 
La compétition est diffusée sur la chaine Setanta Sports.

## Histoire
Créé en 2005 avec six équipes participantes, le tournoi s'agrandit progressivement pour accueillir huit participants en 2006 et neuf à partir de l'édition 2009-2010 puis douze de 2011 à 2013 pour revenir à huit clubs en 2014. Cette coupe succède à plusieurs compétitions All-Ireland (Coupe Intercity de Dublin et Belfast 1941-49, Coupe Nord-Sud 1961-63, Coupe Blaxnit 1967-74, Coupe Texaco 1973-75, Coupe Tyler 1978-1980).

## Format
Dans son format actuel, le tournoi oppose huit clubs de l'Irlande en élimination directe. Les clubs invités sont les champions des coupes nationales, le tenant du titre et les clubs les mieux classés au général de la saison précédente.  

## Palmarès

### Vainqueurs
| Saison | Vainqueur                                                                          | Score T.a.b.                                                                       | Finaliste                                                                          | Stade                                                                              |
| 2005   | Linfield FC                                                                        | 2-0                                                                                | Shelbourne Football Club                                                           | Tolka Park (Dublin)                                                                |
| 2006   | Drogheda United                                                                    | 1-0ap                                                                              | Cork City                                                                          | Tolka Park (Dublin)                                                                |
| 2007   | Drogheda United                                                                    | 1-1ap 4-3                                                                          | Linfield FC                                                                        | Windsor Park (Belfast)                                                             |
| 2008   | Cork City                                                                          | 2-1                                                                                | Glentoran FC                                                                       | Turners Cross (Cork)                                                               |
| 2009   | Annulée à la suite du retard de l'édition 2008 (finale en novembre au lieu de mai) | Annulée à la suite du retard de l'édition 2008 (finale en novembre au lieu de mai) | Annulée à la suite du retard de l'édition 2008 (finale en novembre au lieu de mai) | Annulée à la suite du retard de l'édition 2008 (finale en novembre au lieu de mai) |
| 2010   | Bohemian FC                                                                        | 1-0                                                                                | St. Patrick's Athletic                                                             | Tallaght Stadium (Dublin)                                                          |
| 2011   | Shamrock Rovers                                                                    | 2-0                                                                                | Dundalk FC                                                                         | Tallaght Stadium (Dublin)                                                          |
| 2012   | Crusaders FC                                                                       | 2-2ap 5-4                                                                          | Derry City                                                                         | Windsor Park(Belfast)                                                              |
| 2013   | Shamrock Rovers                                                                    | 7-1                                                                                | Drogheda United                                                                    | Tallaght Stadium (Dublin)                                                          |
| 2014   | Sligo Rovers                                                                       | 1-0                                                                                | Dundalk FC                                                                         | Tallaght Stadium                                                                   |

## Meilleurs buteurs
| Saison    | Joueur                                                                                | Club                                                             | Buts |
| 2005      | Gary Hamilton                                                                         | Portadown                                                        | 3    |
| 2006      | Peter Thompson                                                                        | Linfield                                                         | 4    |
| 2007      | Alan Kirby Roy O'Donovan                                                              | St. Patrick's Athletic Cork City                                 | 5    |
| 2008      | Mark Farren Éamon Zayed                                                               | Derry City Drogheda United                                       | 4    |
| 2009-2010 | Darren Boyce Paul Byrne Raffaele Cretaro Paddy Madden Dean Marshall Andrew Waterworth | Coleraine St. Patrick's Athletic Bohemian Sligo Rovers Glentoran | 2    |
| 2011      | Daniel Kearns George McMullan                                                         | Dundalk Cliftonville                                             | 5    |
| 2012      | Rory Patterson                                                                        | Derry City                                                       | 6    |

## Bilan

### Par clubs
| Rang | Club            | Finales gagnées (Première-Dernière) | Finales perdues (Première-Dernière) |
| 1    | Drogheda United | 2 (2006-2007)                       | 1 (2013)                            |
| 2    | Shamrock Rovers | 2 (2011-2013)                       |                                     |
| 3    | Cork City FC    | 1 (2008)                            | 1 (2006)                            |
| -    | Linfield FC     | 1 (2005)                            | 1 (2007)                            |
| -    | Bohemian FC     | 1 (2010)                            |                                     |
| -    | Crusaders FC    | 1 (2012)                            |                                     |
| -    | Sligo Rovers    | 1 (2014)                            |                                     |

### Palmarès par fédération
- Irlande : 7 titres
- Irlande du Nord : 2 titres

## Statistiques
- Plus grand nombre de victoires en finale pour un club : 2 Drogheda United
- Plus grand nombre de participation à une finale pour un club : 3 Drogheda United
- Plus grand nombre de victoires consécutives pour un club : 2 Drogheda United de 2006 à 2007
- Plus grand nombre de finales consécutives pour un club : 2 Drogheda United de 2006 à 2007
- Victoire la plus large : Shamrock Rovers 7-1 Drogheda United en 2013
- Plus grand nombre de buts marqués en finale : 8 Shamrock Rovers 7-1 Drogheda United en 2013
- Clubs ayant gagné une finale sans jamais en avoir perdu : 
  - Bohemian, Shamrock Rovers, Crusaders et Sligo Rovers
- Clubs ayant perdu une finale sans jamais en avoir gagné : 
  - Dundalk (2 finales perdues). Glentoran, Shelbourne, St. Patrick's Athletic et Derry City (1 finale perdue).